# Khirqa

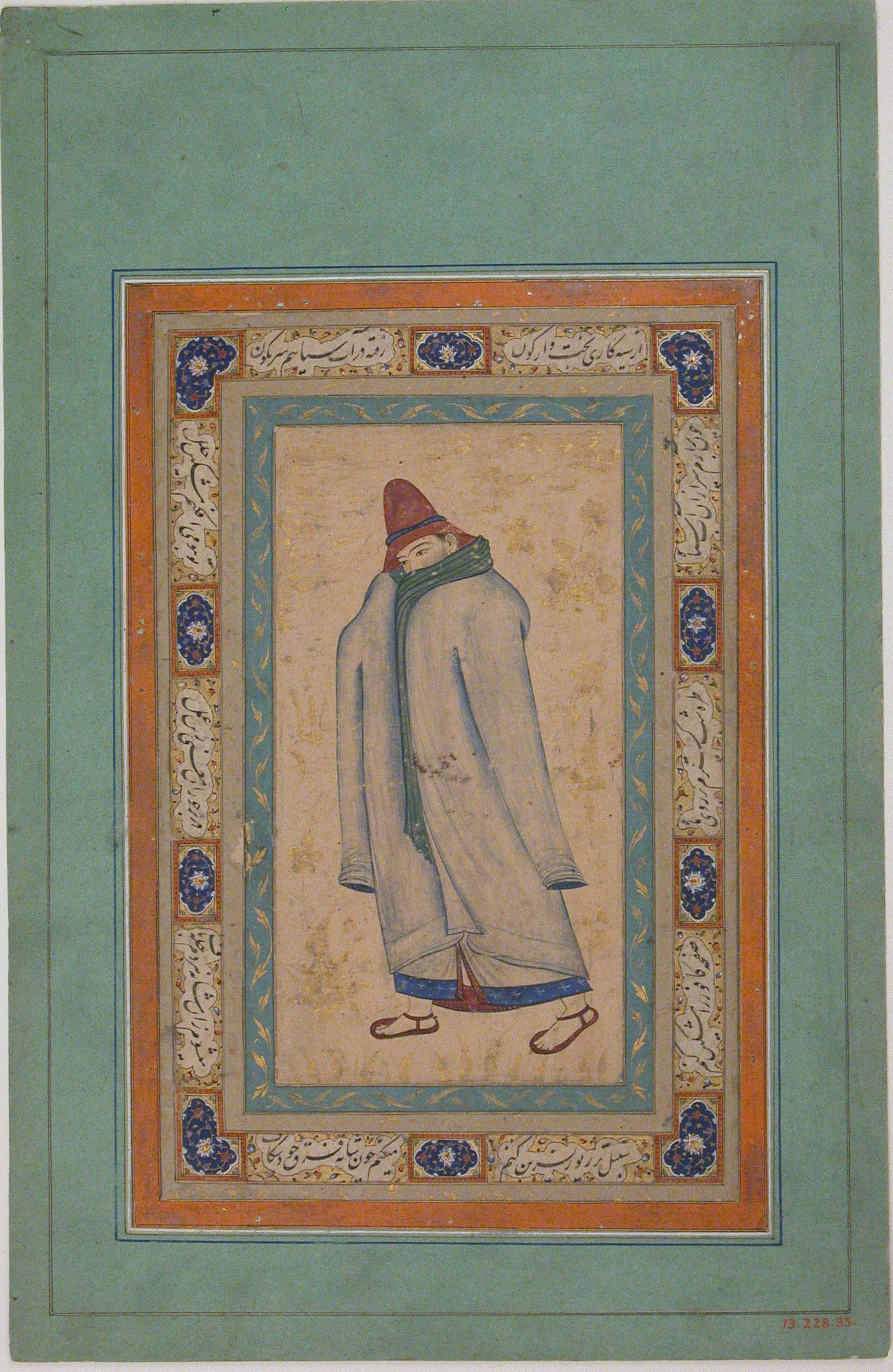

La khirqa est le manteau initiatique des soufis, avec lequel la connaissance ésotérique et la barakah sont transmises du Murshid ou du Cheikh à l'aspirant Murīd.

## Principe
La transmission de la khirqa initie un aspirant à la silsila, le courant de la lignée des cheikhs qui remonte au prophète Mahomet. Cela sert de canal à travers lequel la barakah s'écoule de la source de la révélation spirituelle à l'être de l'initié.
Il existe deux manières différentes de transmission (tanakkul) de barakah à travers le khirqa (et donc deux Khirqa) : khirqa-yi irada et khirqa-yi tabarruk.
La Khirqa-yi irada est caractérisée par le passage de la barakah à l'aspirant du cheikh particulier auquel il ou elle a prêté allégeance (bay'at).
La Khirqa-yi tabarruk, également connu sous le nom de «robe de bénédiction», est caractérisée par le passage de la barakah au digne aspirant de tout cheikh qu'il ou elle a rencontré.
Le courant silsila créé à partir du passage de la khirqa qui confirme l'authenticité de nombreux hadiths est une forme d'isnad. Ce n'est qu'à la fin des XIe  et  XIIe siècles que le soufisme a accepté cette forme d'isnad comme moyen de transmettre des connaissances mystiques et des bénédictions.